# William J. Small
Pour les articles homonymes, voir Small.
William Jack Small, né le 20 septembre 1926 à Chicago (Illinois) et mort le 24 mai 2020 à Manhattan, est un journaliste et dirigeant d'entreprise américain qui a fait l'essentiel de sa carrière dans l'audiovisuel. 
Il a travaillé pendant 17 ans chez CBS News, puis a dirigé NBC, et fut finalement président, de 1982 à 1985, de l'United Press International, la deuxième agence de presse américaine. 

## Biographie
William J. Small a fait des études qui l'ont amené un décrocher un « Master of Arts » en services sociaux de l'université de Chicago en 1951. Il commence sa carrière de journaliste comme directeur de l'information d'une petite radio, WLS Radio, à Chicago, poste qu'il occupe ensuite aussi chez WHAS-Radio puis chez WHAS-TV à Louisville, de 1956 à 1962. Parallèlement, il devient directeur, à partir de 1960, de l'Association américaine des directeurs de radios. Il a ensuite travaillé pendant 17 ans chez CBS News, avant de devenir patron de la chaîne de télévision concurrente, NBC, en 1979. Lorsqu'il est nommé président, en remplacement de Rod Beaton, le 14 septembre 1982 de l'United Press International, celle-ci emploie 2 000 salariés et a 7 000 clients médias à travers le monde.
Il est l'auteur de deux essais, To Kill A Messenger: Television and the Real World et Political Power of the Press, qui ont tous les deux reçu des distinctions et récompenses.